# Nines
Nines (* in London; eigentlicher Name Courtney Freckleton) ist ein britischer Rapper. 2017 hatte er seinen Durchbruch mit dem Album One Foot Out. Drei Jahre später erreichte er mit Crabs in a Bucket Platz 1.

## Biografie
Courtney Frackleton alias Nines wuchs in Harlesden im Nordwesten Londons auf. 2008 wurde sein Bruder, mutmaßlich Mitglied einer lokalen Gang, ermordet. Die Straßengewalt war eines der Themen, die er in seiner Musik verarbeitete. 2011 machte er erstmals auf sich aufmerksam, als er sein erstes Mixtape From Church Rd to Hollywood veröffentlichte. Die Church Road verläuft durch Harlesden. Durch seinen YouTube-Kanal sammelte er viele Anhänger und bekam 2013 bei BBC Radio 1Xtra einen Publikumspreis und eine Nominierung als Newcomer für einen MOBO Award. Im selben Jahr erlitt seine Karriere allerdings einen Rückschlag, als er wegen Drogenbesitzes zu 18 Monaten Haft verurteilt wurde.
Er veröffentlichte aber weiter erfolgreich Mixtapes und unterschrieb schließlich einen Vertrag mit XL Recordings, um sein erstes eigenes Album zu veröffentlichen. One Foot Out erschien 2017 und brachte ihn auf Anhieb in die Top 5 der britischen Charts. Nur ein Jahr später folgte der Nachfolger Crop Circle, der es ebenfalls in die Top 5 schaffte und mit I See You Shining seinen ersten Top-40-Singlehit enthielt. Der Song und die beiden Alben sowie die zweite Albumsingle Oh My wurden mit Silber ausgezeichnet.
2019 unterschrieb Nines beim Major-Label Universal. Dort erschienen die Singles Pride und Clout und als Vorabsingle für das dritte Album Airplane Mode, das ihm mit Platz 25 seine bis dahin beste Platzierung in den Singlecharts brachte. Eine Woche später, Anfang September 2020, erschien Crabs in a Bucket, das ihn auf Platz 1 der Albumcharts brachte.
2024 kündigte Nines sein sechstes und letztes Studioalbum Quit While You're Ahead an, welches am 27. September 2024 erschien.

## Diskografie

### Alben
| Jahr | Titel                   | Höchstplatzierung, Gesamtwochen, AuszeichnungChartsChartplatzierungen (Jahr, Titel, Platzierungen, Wochen, Auszeichnungen, Anmerkungen) | Anmerkungen                              |
| Jahr | Titel                   | UK | Anmerkungen                              |
| ---- | ----------------------- | --- | ---------------------------------------- |
| 2017 | One Foot Out            | UK4 Gold · (7 Wo.)UK | Erstveröffentlichung: 10. Februar 2017   |
| 2018 | Crop Circle             | UK5 Gold · (11 Wo.)UK | Erstveröffentlichung: 20. April 2018     |
| 2020 | Crabs in a Bucket       | UK1 Gold · (9 Wo.)UK | Erstveröffentlichung: 28. August 2020    |
| 2023 | Crop Circle 2           | UK2 Gold · (10 Wo.)UK | Erstveröffentlichung: 28. April 2023     |
| 2023 | Crop Circle 3           | UK2 Silber · (5 Wo.)UK | Erstveröffentlichung: 6. Oktober 2023    |
| 2024 | Quit While You’re Ahead | UK4 (… Wo.)UK | Erstveröffentlichung: 27. September 2024 |

Mixtapes
- 2011: From Church Rd to Hollywood
- 2013: Gone Till November
- 2014: Loyal to the Soil
- 2015: One Foot In

### Singles
| Jahr | Titel Album                                  | Höchstplatzierung, Gesamtwochen, AuszeichnungChartsChartplatzierungen (Jahr, Titel, Album, Platzierungen, Wochen, Auszeichnungen, Anmerkungen) | Anmerkungen                                                      |
| Jahr | Titel Album                                  | UK | Anmerkungen                                                      |
| --- | -------------------------------------------- | --- | ---------------------------------------------------------------- |
| 2018 | I See You Shining Crop Circle                | UK37 Gold · (9 Wo.)UK | Erstveröffentlichung: 6. April 2018                              |
| 2019 | Pride –                                      | UK41 (2 Wo.)UK | Erstveröffentlichung: 28. November 2019                          |
| 2020 | Clout Crabs in a Bucket                      | UK41 (6 Wo.)UK | Erstveröffentlichung: 10. August 2020                            |
| 2020 | Airplane Mode Crabs in a Bucket              | UK25 Silber · (5 Wo.)UK | Erstveröffentlichung: 20. August 2020 feat. NSG                  |
| 2021 | Jumpout –                                    | UK91 (1 Wo.)UK | Erstveröffentlichung: 11. Februar 2021 Skrapz feat. Nines        |
| 2023 | Tony Soprano 2 Crop Circle 2                 | UK10 Silber · (7 Wo.)UK | Erstveröffentlichung: 20. April 2023                             |
| 2023 | Amen –                                       | UK43 (3 Wo.)UK | Erstveröffentlichung: 1. September 2023 Tion Wayne feat. Nines   |
| 2023 | Daily Duppy –                                | UK20 (5 Wo.)UK | Erstveröffentlichung: 22. September 2023 feat. GRM Daily         |
| 2024 | Tony Soprano 3 Quit While You're Ahead       | UK44 (4 Wo.)UK | Erstveröffentlichung: 12. September 2024                         |
| Folgende Lieder erschienen nicht als Single, wurden aber durch das Album zum Download und Streaming bereitgestellt und konnten somit eine Platzierung erlangen: |                                              | |                                                                  |
| |                                              | |                                                                  |
| 2018 | On It Diamonds in the Dirt                   | UK66 (1 Wo.)UK | Mist feat. Nines                                                 |
| 2018 | Oh My Crop Circle                            | UK44 Gold · (4 Wo.)UK | feat. SL, Tiggs da Author & Yung Fume                            |
| 2018 | Rubber Bands Crop Circle                     | UK61 (1 Wo.)UK | feat. Ray Blk & Skrapz                                           |
| 2020 | Energy Crabs in a Bucket                     | UK43 (1 Wo.)UK | feat. Skrapz                                                     |
| 2023 | Calendar Crop Circle 2                       | UK19 Silber · (5 Wo.)UK | Charteinstieg: 11. Mai 2023 feat. Aisa                           |
| 2023 | Favela Crop Circle 2                         | UK34 (2 Wo.)UK | Charteinstieg: 11. Mai 2023 feat. J Styles                       |
| 2023 | Different League Crop Circle 2               | UK93 (1 Wo.)UK | Charteinstieg: 25. Mai 2023 feat. Nafe Smallz & Clavish          |
| 2023 | I Do Crop Circle 3                           | UK35 (2 Wo.)UK | Charteinstieg: 19. Oktober 2023 feat. Mugzz                      |
| 2023 | Toxic Crop Circle 3                          | UK37 (1 Wo.)UK | Charteinstieg: 19. Oktober 2023 feat. Bad Boy Chiller Crew       |
| 2024 | Cuban Links Reflection                       | UK51 (3 Wo.)UK | Charteinstieg: 14. März 2024 Skrapz feat. Nines & D-Block Europe |
| 2024 | Going Crazy Quit While You’re Ahead          | UK39 (3 Wo.)UK | Charteinstieg: 10. Oktober 2024                                  |
| 2024 | Cold Hearted World 3 Quit While You’re Ahead | UK65 (1 Wo.)UK | Charteinstieg: 10. Oktober 2024 feat. Marnz Malone               |

Weitere Singles
- 2015: Yay (UK: Silber)
- 2017: Trapper of the Year (feat. Jay Midge, UK: Silber)
- 2017: Cr (UK: Silber)
- 2018: Venting (feat. Dave, UK: Silber)
- 2020: NIC (feat. Tiggs Da Author, UK: Gold)